# Blaine Hammond
Lloyd Blaine Hammond, Jr. (Savannah, 16 gennaio 1952) è un ex astronauta statunitense. Ha partecipato a due missioni spaziali Shuttle, STS-39 e STS-64, come pilota.